# 다윗의 장막
다윗의 장막은 서울시 강남구 대치2동에 위치한 김혜자 목사가 시무하는 영동제일교회 소속의 워십 팀(worship team)이다. 현재까지 11개의 정규앨범을 내놓았으며, 섬겼었던 스캇 브레너 목사는 다윗의 장막 활동을 중단하고 레위지파로 활동을 전환하였다.

## 앨범 목록
| - 1집: 《세상의 빛으로 오신 주》(2000) - 2집: 《호산나(Hosanna)》(2001) - 3집: 《주 날개 그늘 아래》(2001) - 4집: 《주님께 영광(Glory to the Lamb)》(2002) | - 5집: 《자유(Freedom)》(2002) - 6집: 《나의 부르심(This is My Destiny)》(2003) - 7집: 《쉐카이나 영광》(2003) - 8집: 《끝없는 사랑(Unending Love)》(2004) | - 9집: 《그 놀라운 사랑(Love So Amazing)》(2005) - 10집: 《하나님 나라(The Kingdom of God)》(2005) - 11집: 《OUR GOD(크신 내 주님)》(2012) |